# Tassarkhai
Tassarkhai (en rus: Тасархай) és un poble de la República de Buriàtia, a Rússia, segons el cens del 2010 tenia 136 habitants.